# Röschitz
Röschitz je městys v Rakousku ve spolkové zemi Dolní Rakousy v okrese Horn. Žije v něm 1 053 obyvatel (podle sčítání z roku 2016).

## Poloha
Röschitz se nachází v severní části spolkové země Dolní Rakousy v regionu Weinviertel. Leží asi 16 km východně od okresního města Horn. Obklopují jej okolní vinice. Rozloha území městysu činí 21,17 km2, z nichž 2,9% je zalesněných.

### Členění
Území městyse Röschitz se skládá ze čtyř částí (v závorce uveden počet obyvatel k 1. 1. 2015):
- Klein-Jetzelsdorf (120)
- Klein-Reinprechtsdorf (48)
- Roggendorf (213)
- Röschitz (672)

## Historie
První zmínka o obci Röschitz pochází z roku 1198. V roce 1514 získala obec tržní právo a stala se městysem. O 46 let později, císař Ferdinand I. Habsburský, udělil Röschitz vlastní znak. V průběhu dějin toto místo zasáhlo mnoho pohrom, například mor, třicetiletá válka, nebo požár, který městys zasáhl vícekrát. V časech války našlo mnoho lidí útočiště v takzvaných Erdställen. Je těžké říci, kdy vznikly, ale odhaduje se, že byly vyhloubeny mezi lety 1000 a 1200 stoupenci pohanských náboženství.
Ze znaku městysu můžeme poznat souvislost s vínem. Je to proto, že Röschitz leží v nejoblíbenější oblasti pěstování vína, Retzer landu.

## Fotogalerie

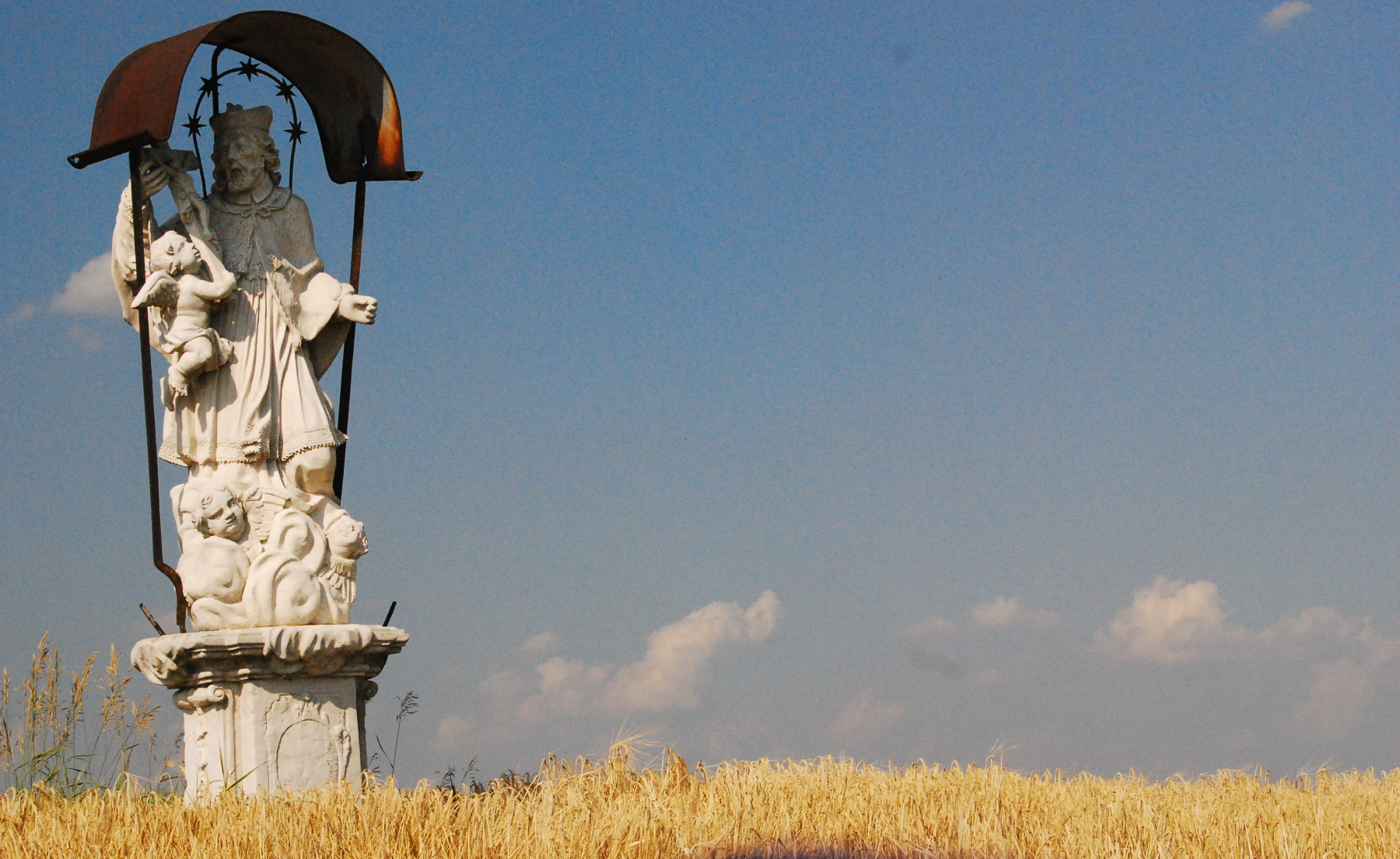
Socha sv. Jana Nepomuckého v polích
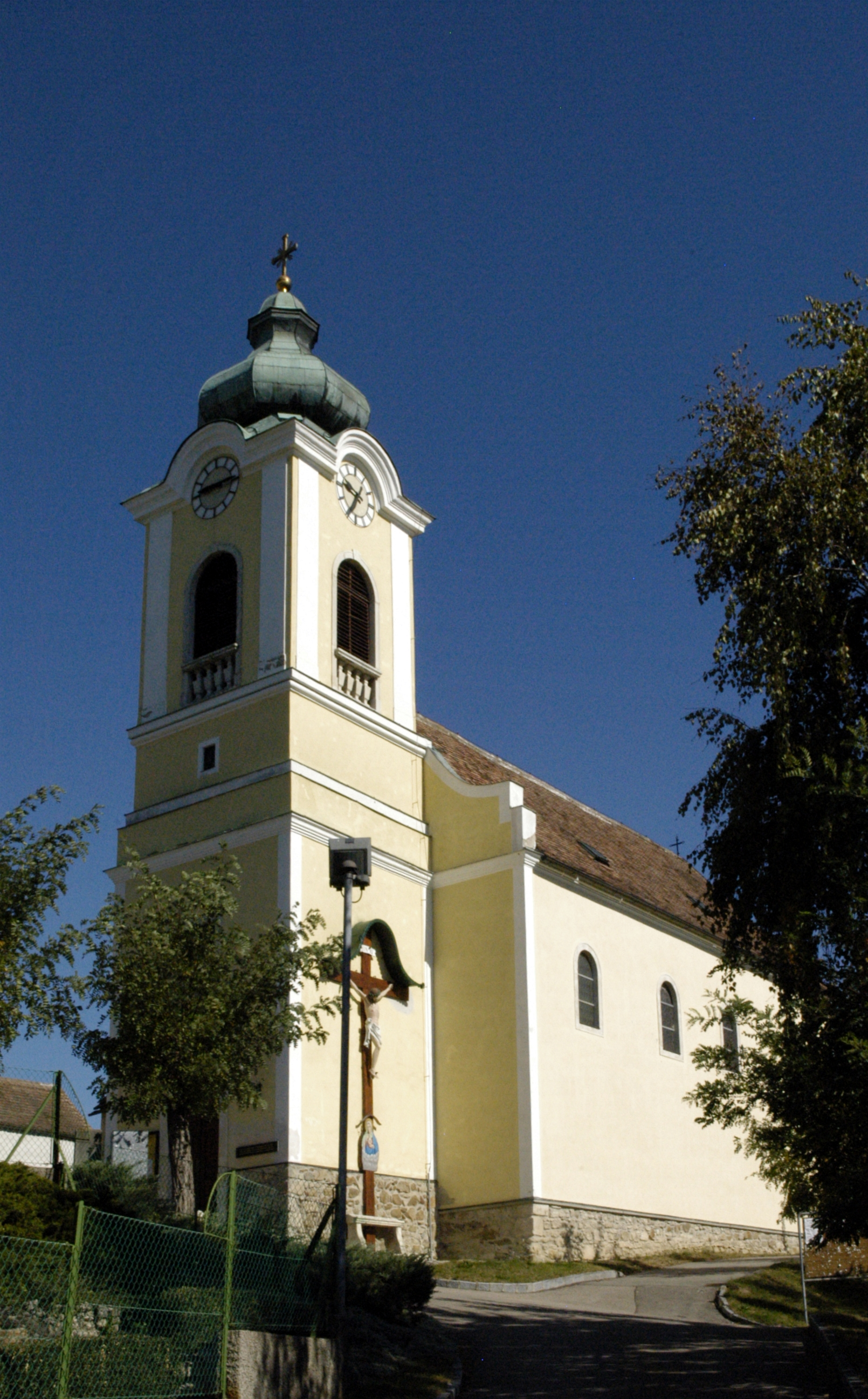
Kostel v Roggendorfu
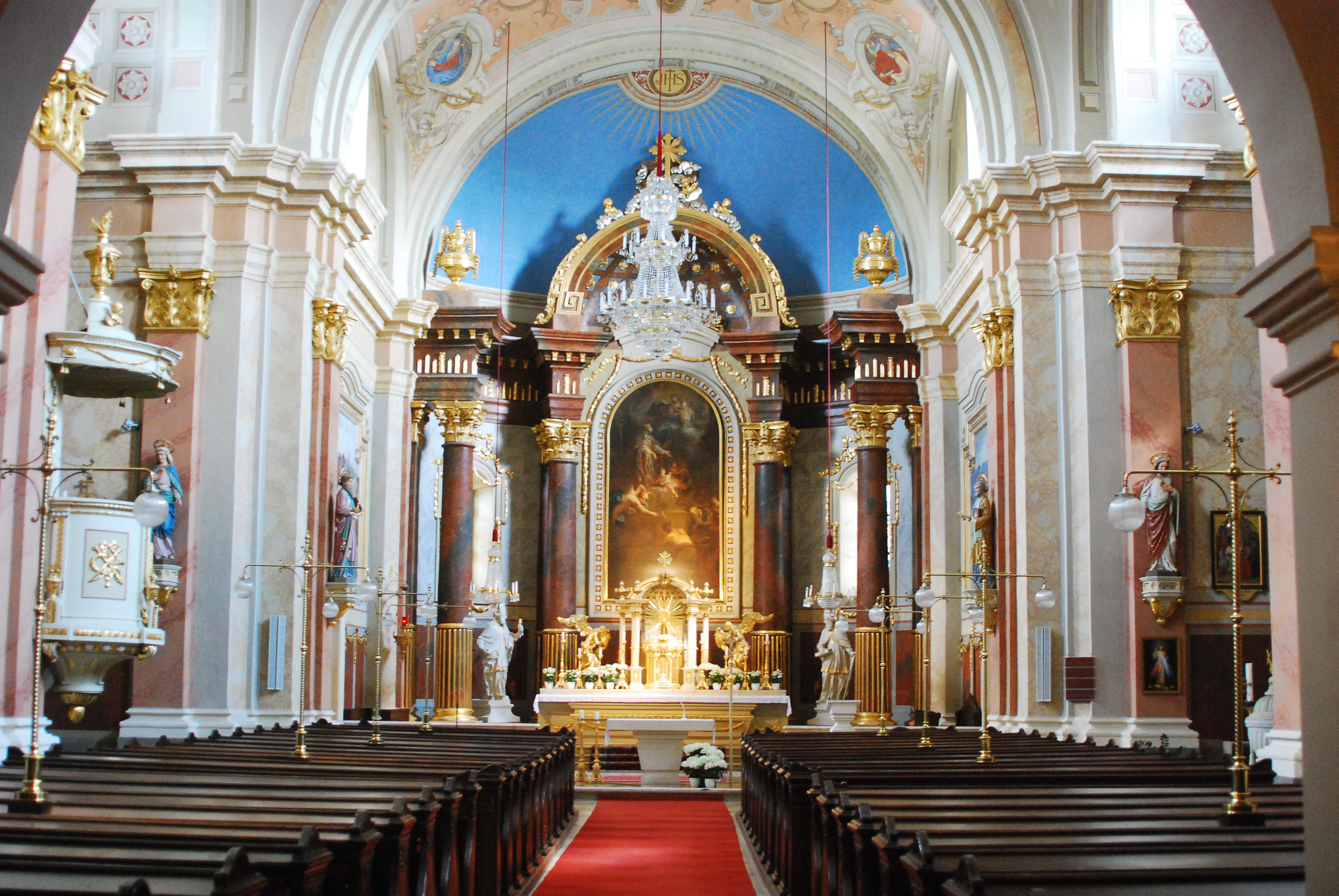
Farní kostel v Röschitz (interiér)
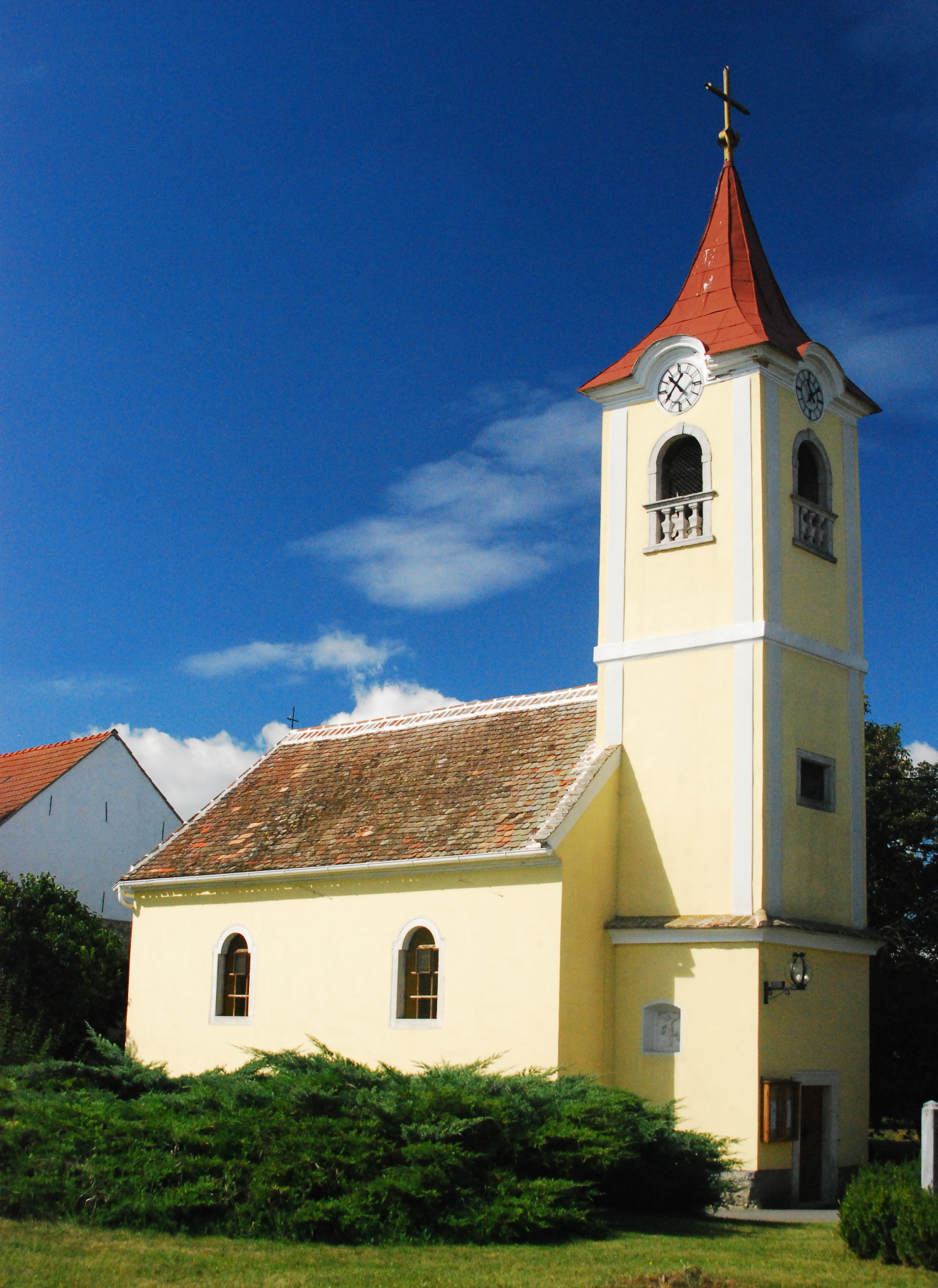
Kostel v Klein-Jetzelsdorfu
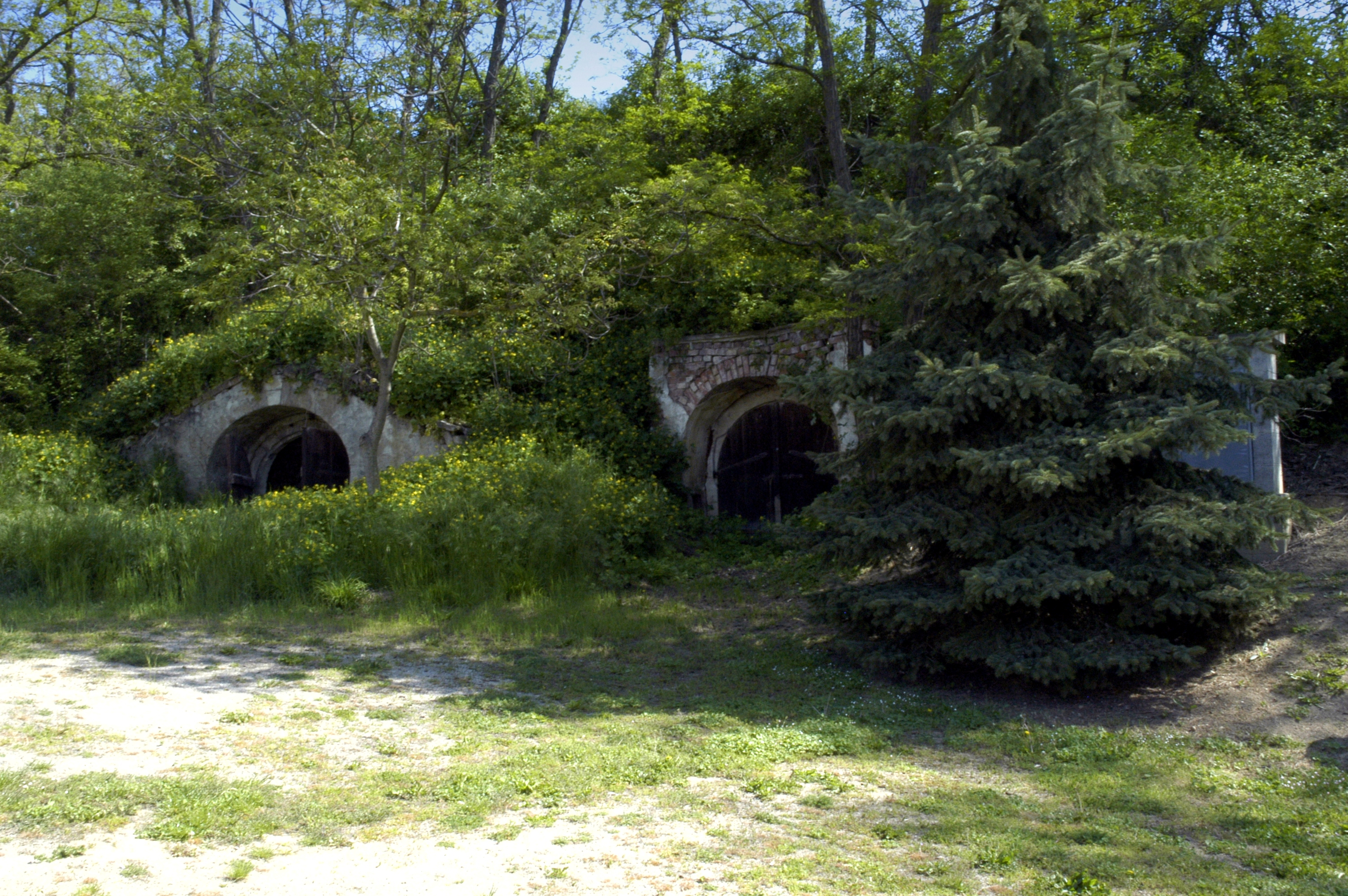
Sklepy v Klein-Jetzelsdorfu
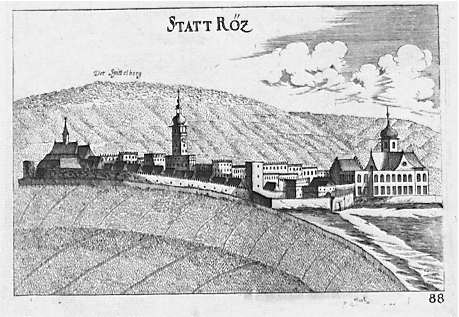
Historická kresba Röschitz